# Plagiochasma argentinicum
Plagiochasma argentinicum là một loài rêu trong họ Aytoniaceae. Loài này được Bischl. mô tả khoa học đầu tiên năm 1979.